# مقاومت فرهنگی
مقاومت فرهنگی (انگلیسی: Resistance through culture) با مقاومت از طریق فرهنگ، مفهومی انسانی، حقی مشروع و شناخته شده در قوانین و هنجارهای بین‌المللی است و چهار چوبها، فرهنگ، مناسبات و اخلاقیات خاص خودش را دارد. مقاومت در عام‌ترین مفاهیمش عکس‌العمل آگاهانه ای است که در برابر واقعیت‌های غیرقابل قبول یا غیرقانونی، یا مستبدانه برای به بردگی کشاندن، ظلم و ستم، تبعیض یا اشغال‌گری و… است.
میراث فرهنگی بشر، مملو از مظاهر متنوع مقاومت است، توان هر مقاومت به میزانی است که آن مقاومت با اقبال جامعه روبرو می‌شود و می‌تواند اهدافش را محقق کند، چالش‌هایش را به‌خوبی بتواند بشناسد و هشیاری کافی و توان سازماندهی داشته باشد، رهبری مؤمن به مقاومتی را داشته باشد که بتواند از انرژی‌ها به‌خوبی استفاده کند.
در میثاقهای جهانی به ویژه در میثاقهای سازمان ملل متحد هیچ قانونی وجود ندارد که بر اساس آن حق دفاع از خود را از گروه یا افراد سلب کند، بلکه برعکس سازمان ملل متحد تأکید کرده‌است که تمامی مردم حق دارند تا آزادی کامل داشته باشند و مسیر زندگی شان را خود تعیین کنند، با استعمار قدیم و جدید، استعمار کهنه و نو بجنگند